# Rote Kapelle (Karnak)
Die Rote Kapelle (auch französisch Chapelle Rouge) war ein altägyptischer Barkenschrein für den Gott Amun-Re im Tempel des Amun-Re von Karnak in Ägypten. Der Bau begann unter Königin (Pharao) Hatschepsut um 1450 v. Chr. und wurde nach deren Tod von Thutmosis III. in dessen Namen vollendet. Später ließ dieser die Kapelle abreißen und ersetzte sie durch einen neuen Bau. Ursprünglich stand sie an zentraler Stelle im Tempel, vermutlich dort, wo sich heute das Barkensanktuar des Philipp III. Arrhidaios befindet. 1997 rekonstruierten französische und ägyptische Archäologen das Heiligtum anhand zahlreicher Originalblöcke im Freilichtmuseum in Karnak. Die Blöcke aus Quarzit verleihen dem Gebäude die rötliche Farbe. Demgegenüber wirkt der dunkle Diorit wie ein schwarzer Rahmen. Die Darstellungen geben wichtige Einblicke in das Kultgeschehen zur Zeit des Neuen Reiches. So finden sich Darstellungen des Talfestes, des Opetfestes und des täglichen Kultbild-Rituals.

## Entdeckung und Rekonstruktion
Zwischen 1899 und 1903 entdeckte Georges Legrain erste Blöcke der „Kapelle“ bei Restaurierungsarbeiten im 3. Pylon des Tempels des Amun-Re in Karnak. Diese Quarzitblöcke waren dort offensichtlich als Füllmateriel wiederverwendet worden. Maurice Pillet und Henri Chevrier setzten die Bergungsarbeiten fort. Bis 1996 konnten insgesamt 322 Blöcke identifiziert werden. Dies entspricht ungefähr 55 % der ursprünglichen Bausubstanz. Aufgrund ihrer rötlichen Färbung erhielt sie von den französischen Archäologen den Namen Chapelle Rouge („Rote Kapelle“), als Gegenstück zur Chapelle Blanche („Weiße Kapelle“) des Sesostris I. aus hellem Kalkstein. Auf der Basis von epigraphischen und architektonischen Studien veröffentlichten Pierre Lacau und Henri Chevrier 1977 einen ersten Rekonstruktionsvorschlag. Ihre Nummerierung und Platzierung der Blöcke war die Grundlage für den Wiederaufbau, der 20 Jahre später erfolgte. So errichtete 1997 ein französisch-ägyptisches Team des Centre Franco-Égyptien das Heiligtum im Freilichtmuseum in Karnak aus den Originalblöcken und ergänzte sie mit Quadern aus Stein und Beton. Dadurch wurden zusammengehörige Szenen erstmals wieder miteinander verbunden.

## Baugeschichte
Der Bau der Roten Kapelle wurde von Königin Hatschepsut während der gemeinsamen Regierung mit Thutmosis III. initiiert. Ursprünglich stand sie vor dem die Götterstatue beherbergenden Hauptsanktuar an zentraler Stelle im Karnak-Tempel. Sie ersetzte wahrscheinlich einen Vorgängerbau aus weißem Kalkstein, den Thutmosis II. in seinem und Hatschepsuts Namen errichten ließ. Somit war die Rote Kapelle vorerst das letzte Heiligtum einer Reihe von älteren Bauten, deren Funktion es war, die Prozessionsbarke des Amun zwischen zwei Prozessionen zu beherbergen.

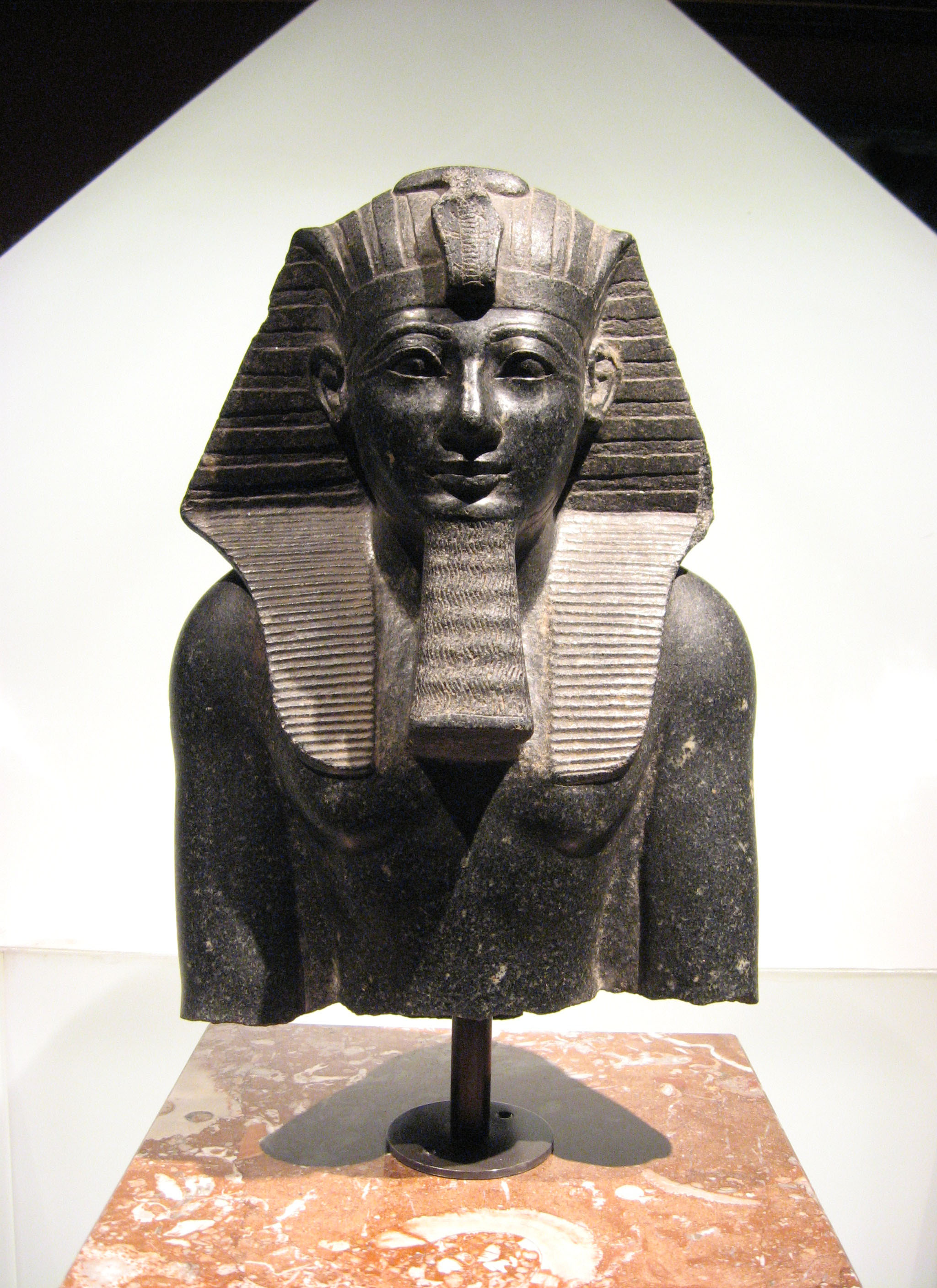
Thutmosis III., der den Bau zunächst vollendete und später abreißen ließ

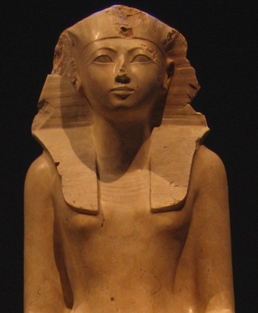
Königin Hatschepsut, die den Bau der Roten Kapelle begann

Da bei Hatschepsuts Tod der Bau noch unvollendet war, führte ihn Thutmosis III. während seiner Alleinherrschaft zunächst in seinem Namen zu Ende. Jedoch ließ er an der Nordfassade das achte (und oberste) Register undekoriert und die Hohlkehle ohne Palmetten. Aus noch unzureichend geklärten Gründen, die vielleicht mit der Verfolgung von Hatschepsuts Andenken zusammenhängen, ließ Thutmosis III. die Kapelle später abreißen. Vermutlich machten auch die Baumaßnahmen um das 42. Regierungsjahr mit dem Annalensaal größere Umstellungen im Zentrum des Karnak-Tempels notwendig. Die Abtragung der Roten Kapelle wurde jedoch mit äußerster Sorgfalt ausgeführt, wie der hervorragende Zustand der gefundenen Blöcke zeigt. Selbst die vertikalen und horizontalen Fugen erlitten wenig Schaden bei der Abtragung mit Hebeln und selten sind Ecken beschädigt. Thutmosis III. ersetzte sie durch eine neue Kapelle aus Granit, welche erst Philipp III. Arrhidaios erneut umbauen ließ und die noch heute besichtigt werden kann.
Unmittelbar nach ihrer Entfernung wurden die Pfosten und Stürze der Portale aus Diorit, welche bereits die Namen Thutmosis’ III. trugen, für dessen Neubauten im zentralen Bereich des Amun-Tempels wiederverwendet. So wurde das Osttor in der Nordwand des Korridors des Annalensaals und das westliche Tor des Vestibüls im südlichen Tor des 6. Pylons ein- und umgebaut. Bis zur Wiederverwendung dürften die Blöcke aus Quarzit und Diorit in einem der zahlreichen umliegenden Depots des Tempels aufgestapelt worden sein. Wie Dormann nachgewiesen hatte, wurden bei diesen aufgestapelten Blöcken Namen und Darstellungen der Hatschepsut ausgemeißelt, jedoch sicherlich erst nach dem Abbau der Kapelle, wie Tilgungen des Namens an Blöcken, die zuvor in Fugen verborgen waren, zeigen. Besonders Amenophis III. verwendete später viele der Blöcke als Fundament für den 3. Pylon in Karnak.

## Ursprünglicher Aufstellungsort

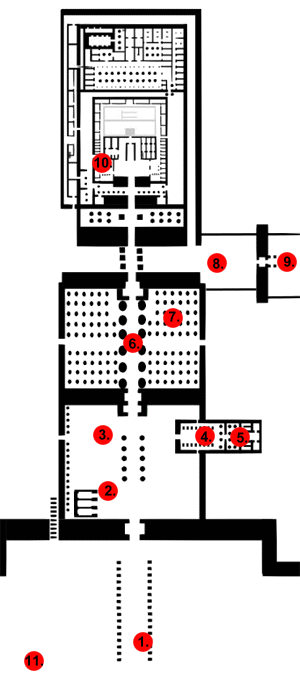
Plan der Hauptachse des Tempels des Amun-Re in Karnak. Das heutige Sanktuar befindet sich rechts der Nr. 10.

Im Bereich um das Allerheiligste im Karnak-Tempel führte Hatschepsut diverse Um- und Neubauten durch, die als „Palast der Maat“ bekannt sind. Zwar wurde kein Block der Roten Kapelle in situ gefunden, sie war aber sicher das zentrale Element dieses Komplexes. Nach El-Hagazy und Martinez lag dieser Komplex nördlich und südlich des heutigen Barkensanktuars von Philipp III. Arrhidaios und die Rote Kapelle in der Hauptachse vor diesen Gebäudekomplex, wodurch sie vom Hofbereich umfasst wurde.
Die französischen Archäologen situieren sie an der gleichen Stelle wie das heutige Barkensanktuar und schlagen vor, dass sie sich an die Westfassaden der nördlichen und südlichen Hallen anschloss. Ihre Massen lassen eine Einfügung zwischen die beiden Komplexe und in der Tempelachse zu. Aufgrund der größeren Länge des Tempelkomplexes vermuten sie, dass sich auf der östlichen Seite ein Korridor anschloss.
Im Freilichtmuseum wurde die Rote Kapelle im Vergleich zum ursprünglichen Standort um 90° gedreht aufgebaut. Dadurch ist ihre Achse nicht mehr nach Westen, zum Nil, ausgerichtet, sondern zeigt heute südwärts, zum Luxor-Tempel.

## Architektur
Die Rote Kapelle weist typische Merkmale ägyptischer Tempelarchitektur auf, wie die Rundstäbe an den vier Ecken des leicht geböschten Baus und die Hohlkehle als gewölbter Abschluss der oberen Mauerteile. Die rekonstruierten Maße sind: 17,32 Meter Länge, 6,30 Meter Breite und 5,77 Meter Höhe. Die verwendeten Steine sind als Baumaterial ungewöhnlich: Die Blöcke bestehen hauptsächlich aus Quarzit, einem silifizierten, sehr harten, orange-, rotbraun- und violettfarbenen Sandstein, der zwar für Statuen benutzt wurde, jedoch sehr selten für Bauwerke. Die Hohlkehlen, Kapellensockeln und Türeinfassungen aus dunklem Diorit wirken gegenüber den bunten Steinen wie ein schwarzer Rahmen. Pigmentreste aus Ocker zeigen, dass alle Quarzit-Blöcke in einem einheitlichen Rot gefasst waren.

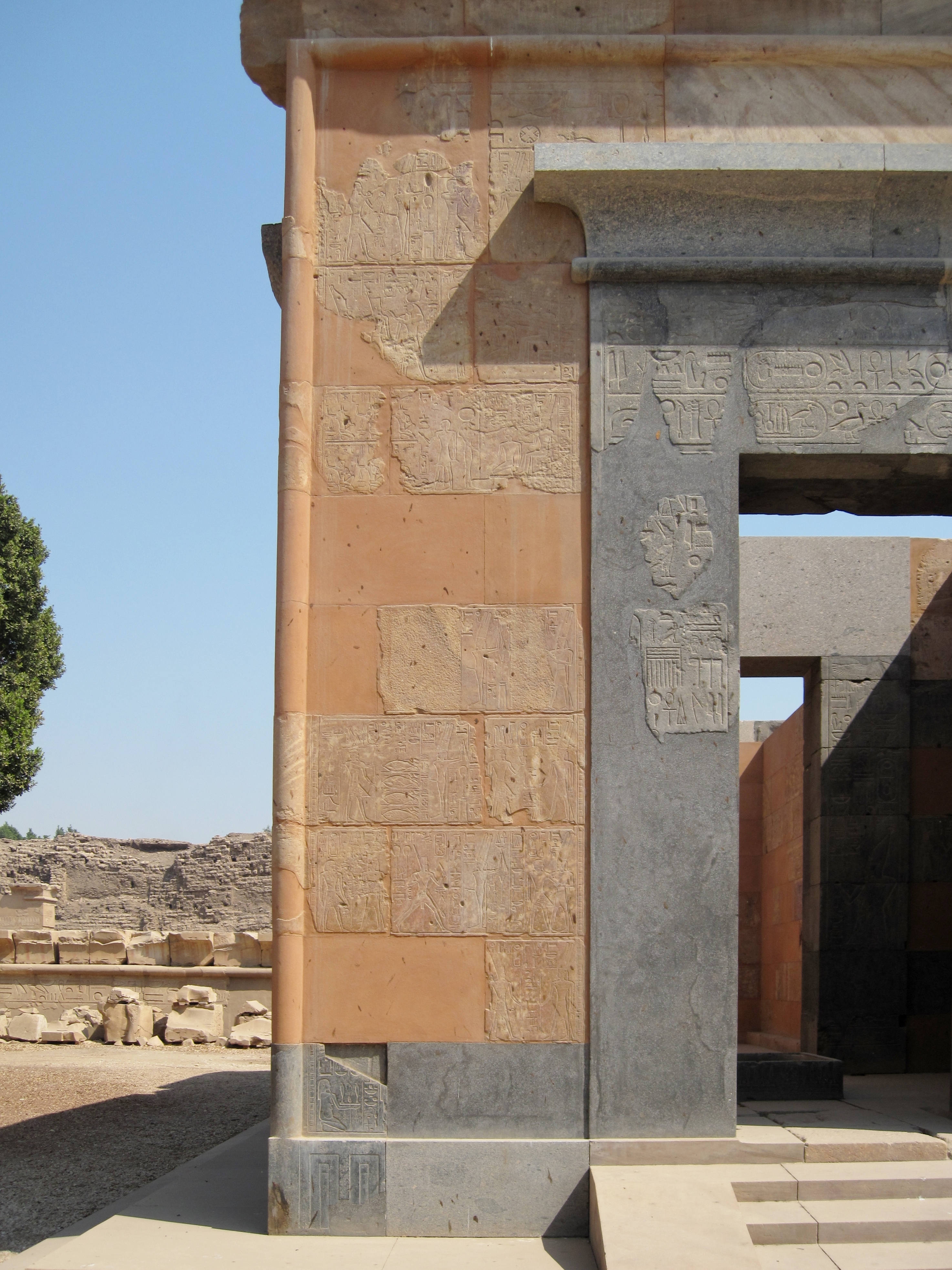
Eingangsportal zum Vestibül

Auch die Technik der Reliefdekoration ist ungewöhnlich. Normalerweise erstreckten sich die Szenen auf ägyptischen Bauwerken über größere Flächen. Die Blöcke der Roten Kapelle zeigen jedoch vorwiegend in sich abgeschlossene Szenen. Nur selten wird ihre Breite überschritten. Einige Blöcke wurden sogar rundum und somit auch auf den verdeckten Innenseiten bearbeitet.
Eine sechsstufige Treppe führt zum Eingangsportal. Das Gebäude gliedert sich in zwei gepflasterte Innenräume: das Vestibül und das anschließende Sanktuar, das ursprünglich durch eine Tür abgetrennt war. Dieses enthält auf der Ostseite einen weiteren Zugang. Die Innenwände sind mit acht Bild- und Textregistern ausgestaltet.
Das Vestibül (ägyptisch „Wesechet-Hetep“, Opfertischsaal) war der Raum für die täglichen Opfergaben und Opferrituale. Die Opfergaben wurden offenbar mit Wasser besprengt, da rechts und links des Hauptportals im Boden seitliche Abflussrinnen wegführen. In der Mitte befindet sich eine 1,30 Meter × 0,80 Meter große und 0,5 Meter tiefe Dioritwanne. Da sie ein Dekor aus Lattichpflanzen trägt, könnte sie als natürliches Lattichbeet gedient haben. Eine andere Verwendungsmöglichkeit wäre die als sogenannte „Osiris-Wanne“ bei den Osirismysterien. Bei diesen wurde jedes Jahr ein Korn-Osiris in einer Steinwanne zum Keimen gebracht, anschließend an der Sonne getrocknet und schließlich als Symbol der Wiederauferstehung feierlich in einer Barke ausgefahren.
Zum Sanktuar (ägyptisch „Set-Weret“, „Großer Thron“) hatten nur wenige privilegierte Personen Zutritt. In ihm ruhte die Barke des Amun auf einem als Kapelle gestalteten Sockel wie auf einem Thron. Setzt man die Residenz des Königs mit dem Palast des Gottes gleich, so entspricht das Barkensanktuar seinem Thronsaal. Davon ist heute ein 0,20 Meter hoher Quarzitblock erhalten, der mit einem Lattichfries geschmückt ist. Er bildete einst das Podest für den heute verlorenen Barkensockel und ist von Abflussrinnen umgeben. Somit könnte das tägliche Reinigungsritual am Kultbild tatsächlich im Sanktuar vollzogen worden sein. In Vertiefungen vor der Plinthe des Barkensockels konnten Spuren von Metall nachgewiesen werden. Sie dürften die vor dem Barkensockel aufgestellten bronzenen oder kupfernen Opferständer mit langstieligen Lotosblumen gehalten haben, wie es Reliefdarstellungen zeigen. Die Vertiefungen der Opferständer sind ebenfalls mit Abflussrinnen verbunden, was auf eine Bewässerung der Lotospflanzen deutet. In der Zentralachse befindet sich nahe dem Durchgang zum Sanktuar zudem ein undekorierter Dioritsockel, der als Untersatz für einen Opfertisch gedient haben könnte.

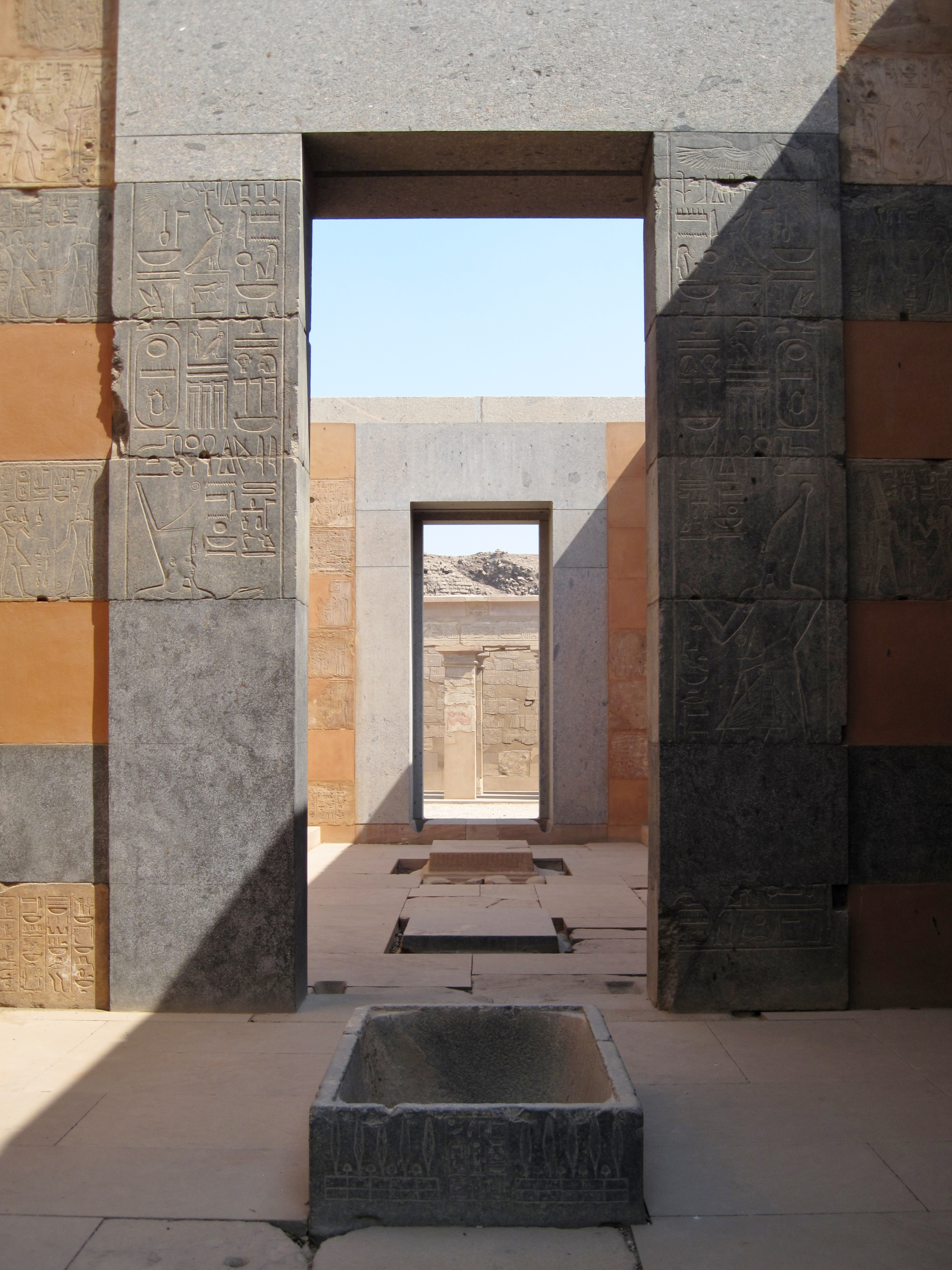
Vestibül mit Dioritwanne
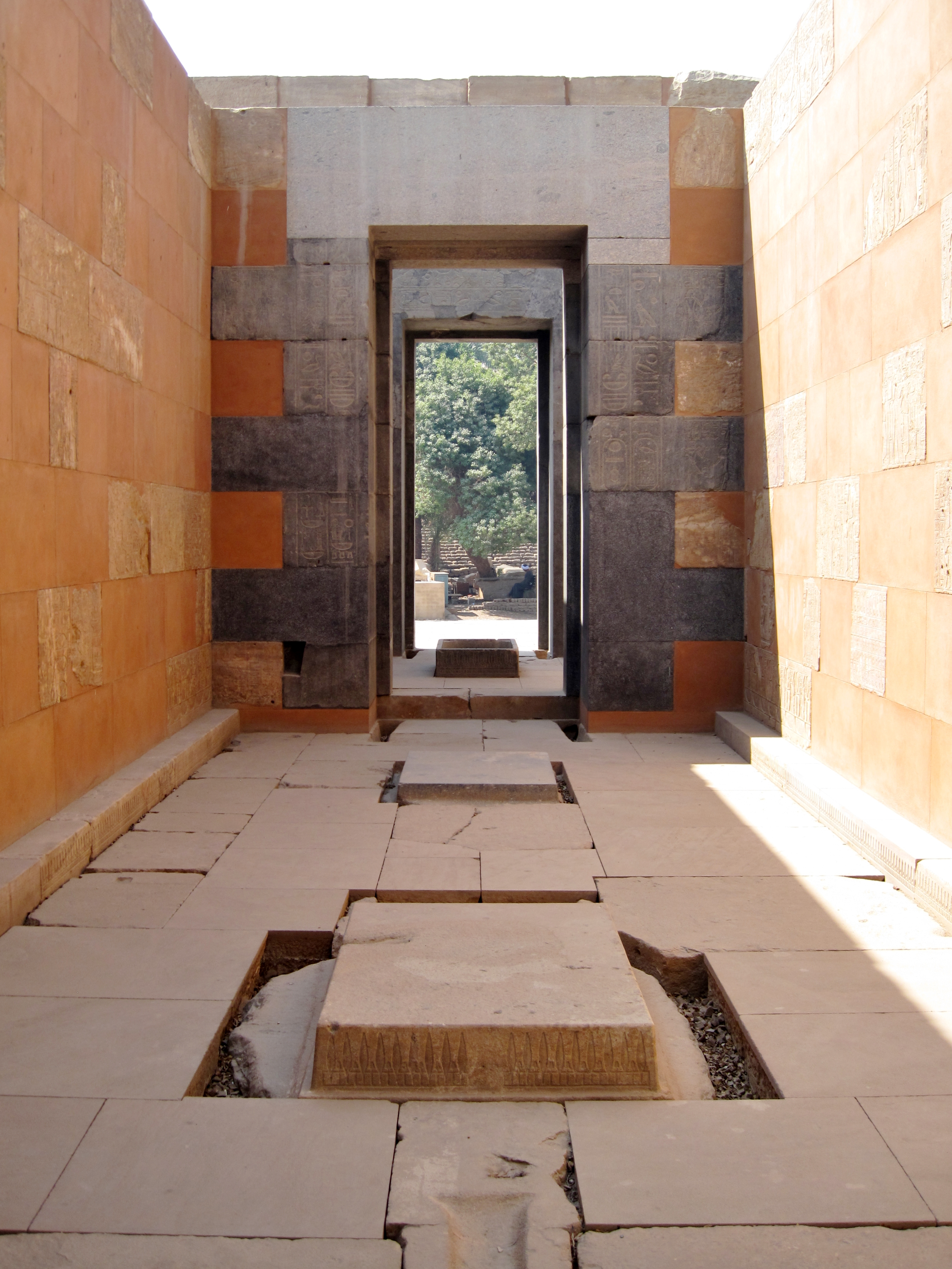
Sanktuar mit Podest für den Sockel der Amun-Barke
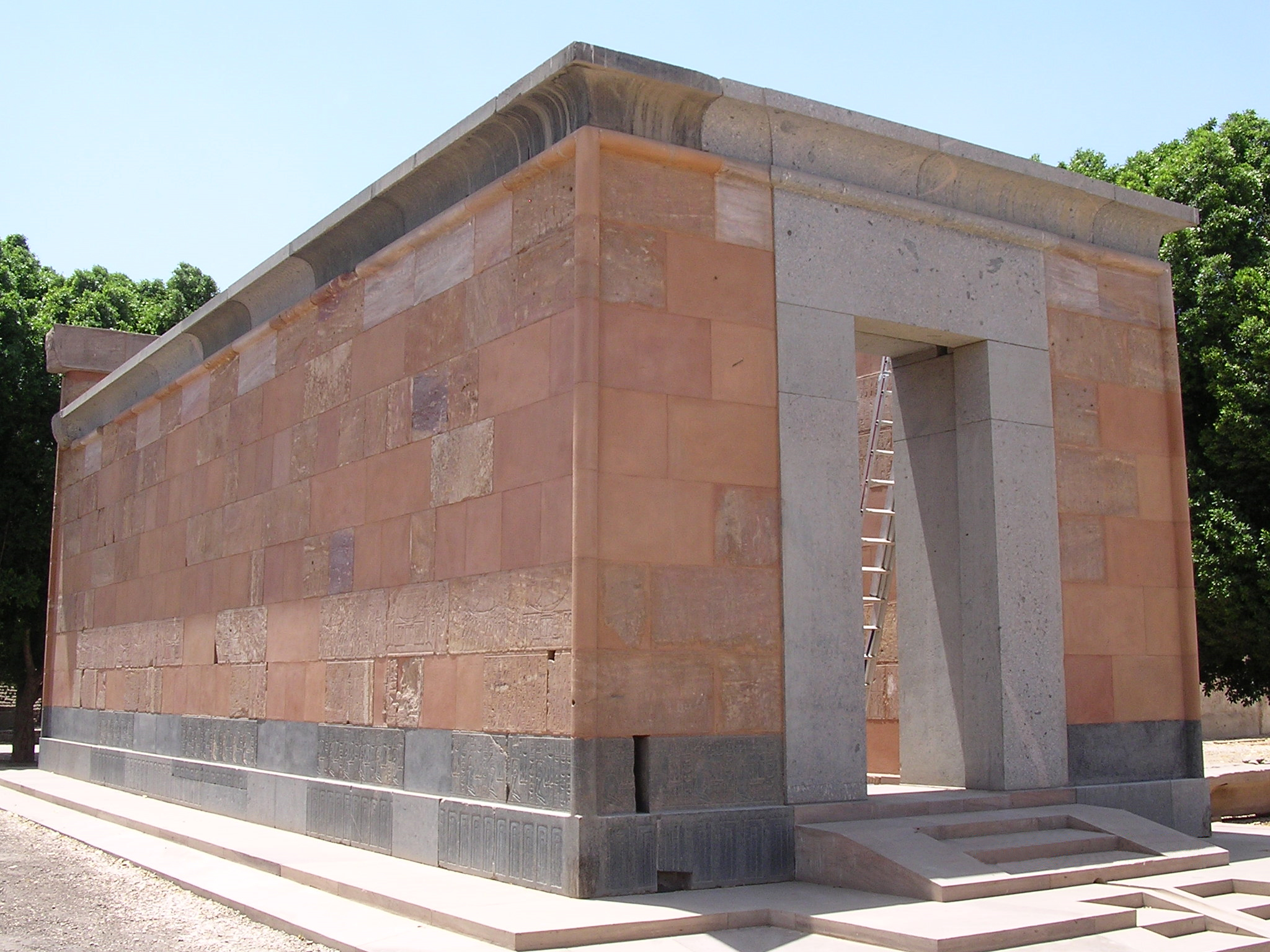
Eingangsportal zum Sanktuar

## Darstellungen des Kultgeschehens

### Talfest

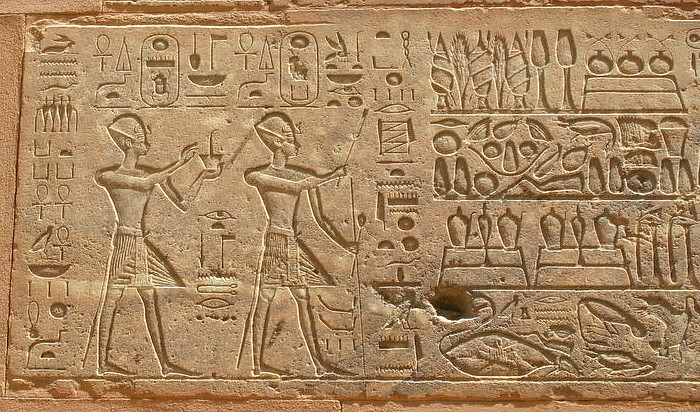
Großes Festopfer vor dem Sanktuar des Amun im Djeser Djeseru in Deir el-Bahari

In den 3. und 5. Registern der Nordfassade ist das „Fest vom Schönen Wüstental“ dargestellt, bei welchem Amun in einer Prozession aus der Roten Kapelle nach Theben-West zog. Die Priester trugen dabei die Prozessionsbarke. Auf dieser stand ein freistehender Baldachin in Form des Per-wer. Unter dessen geschwungenem Dach befand sich der Schrein, der das Götterbild enthielt. Die Götter und Könige als Barkenbesatzung wurden in Form von kleinen Figuren repräsentiert, die wohl aus Gold oder zumindest vergoldet waren.
In seiner Barke zog Amun zu den Millionenjahrhäusern auf der thebanischen Westseite. Diese Anlagen dienten nicht nur dem Kult des verstorbenen, sondern auch dem des lebenden Königs. Im Zentrum des zeremoniellen Geschehens stand die Regeneration von Göttern und von Königen, die regelmäßige Erneuerung ihrer körperlichen und geistigen Kräfte „für Millionen von Jahren“.
Die Prozession wurde von einem großen Gefolge an Priestern, Musikern, Tänzern und Akrobaten begleitet. Die Millionenjahrhäuser dienten jeweils als Stationstempel für die Amun-Barke. Das letzte Ziel der Prozession war Hatschepsuts Millionenjahrhaus Djeser Djeseru („Heiligster der Heiligsten“) in Deir el-Bahari. Die Prozession durchschritt den mit Sphingen gesäumten Aufweg, gelangte über einen Garten und zwei Rampen schließlich zur dritten Terrasse bis zum Allerheiligsten des Amun, eine in den Fels geschlagene, gewölbte Kapelle. Dort fand die Barke ihre Heimatstadt.
Nach der Rückkehr wurde die Barke im Tempel von Karnak festlich empfangen. Mit Opferhandlungen und musikalischen und akrobatischen Darbietungen wurde die Rückkehr des regenerierten Gottes Amun-Re in seinem Tempel gefeiert.

### Opetfest

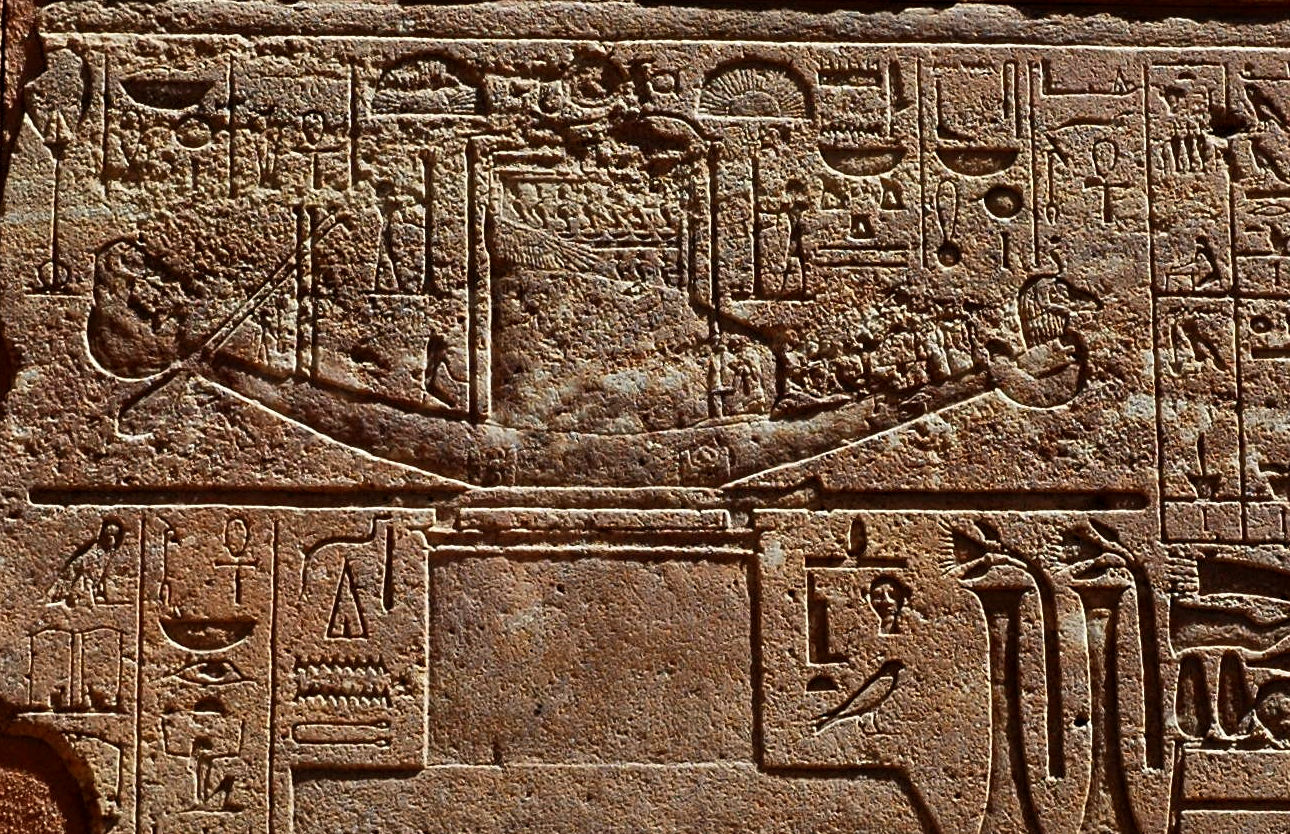
Die Prozessionsbarke des Amun

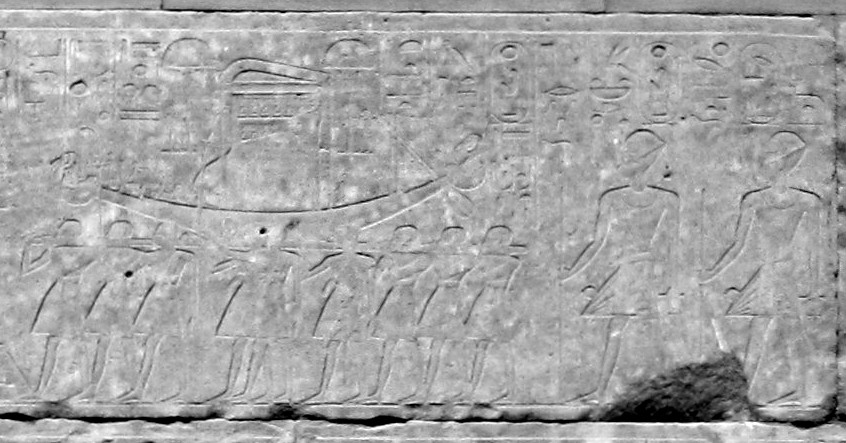
Barkenprozession beim Opetfest, gefolgt von Hatschepsut und Thutmosis III.

Die Südfassade enthält im 3. und 5. Register Darstellungen des Opetfests, das wohl bedeutendste und längste der jährlichen Feste in Theben. Es ist unter Hatschepsut zum ersten Mal belegt. Seine Dauer betrug ursprünglich 11 Tage, später, unter Ramses III. wurde es auf 27 Tage verlängert.
Bei diesem Fest besuchte Amun von Karnak das Heiligtum des „Südlichen Opet“ (Jp.t-rsj.t – Ipet-resit) im heutigen Luxor-Tempel, der als die Stätte seiner Geburt galt. Der Begriff Jp.t meinte vermutlich einen „abgeschirmten Bereich“. So wird das südliche Opet als „Südliches Heiligtum“ oder „Verborgene Kapelle“ des Amun gedeutet.
Das Opet-Fest diente der Erneuerung der göttlichen Ka-Kraft des Königs. Sein Ka vereinigte sich mit dem seiner königlichen Vorfahren. Auf dem Höhepunkt der mysterienartigen Rituale kam es zu einer Begegnung des Königs mit Amun-Re in dessen Barkensanktuar. Der Gott übertrug die göttlichen Ka-Kräfte auf den König.
Die geheimen Riten und Mysterien wurden weder bildlich noch textlich wiedergegeben. Demgegenüber wird detailliert über die öffentlichen Prozessionen berichtet.
Auf dem Weg von Karnak nach Luxor passierte die Prozession sechs Stationskapellen oder Barkenstationen, von denen fünf auf den Darstellungen der Roten Kapelle erhalten sind. Die Träger konnten dort die Barke absetzen und sich ausruhen, während die notwendigen Kulthandlungen vollzogen wurden.
Im Gegensatz zum Auszug nach Luxor erfolgte die Rückkehr nach Karnak überwiegend zu Wasser. An einer Anlegestelle am Nil wurde die Barke auf das große Amun-Schiff „Amun-userhat“ verladen und anschließend zum Kai des Karnak-Tempels gerudert. Der letzte Abschnitt zurück zur Roten Kapelle erfolgte wieder auf den Schultern der Priester.

### Sedfest

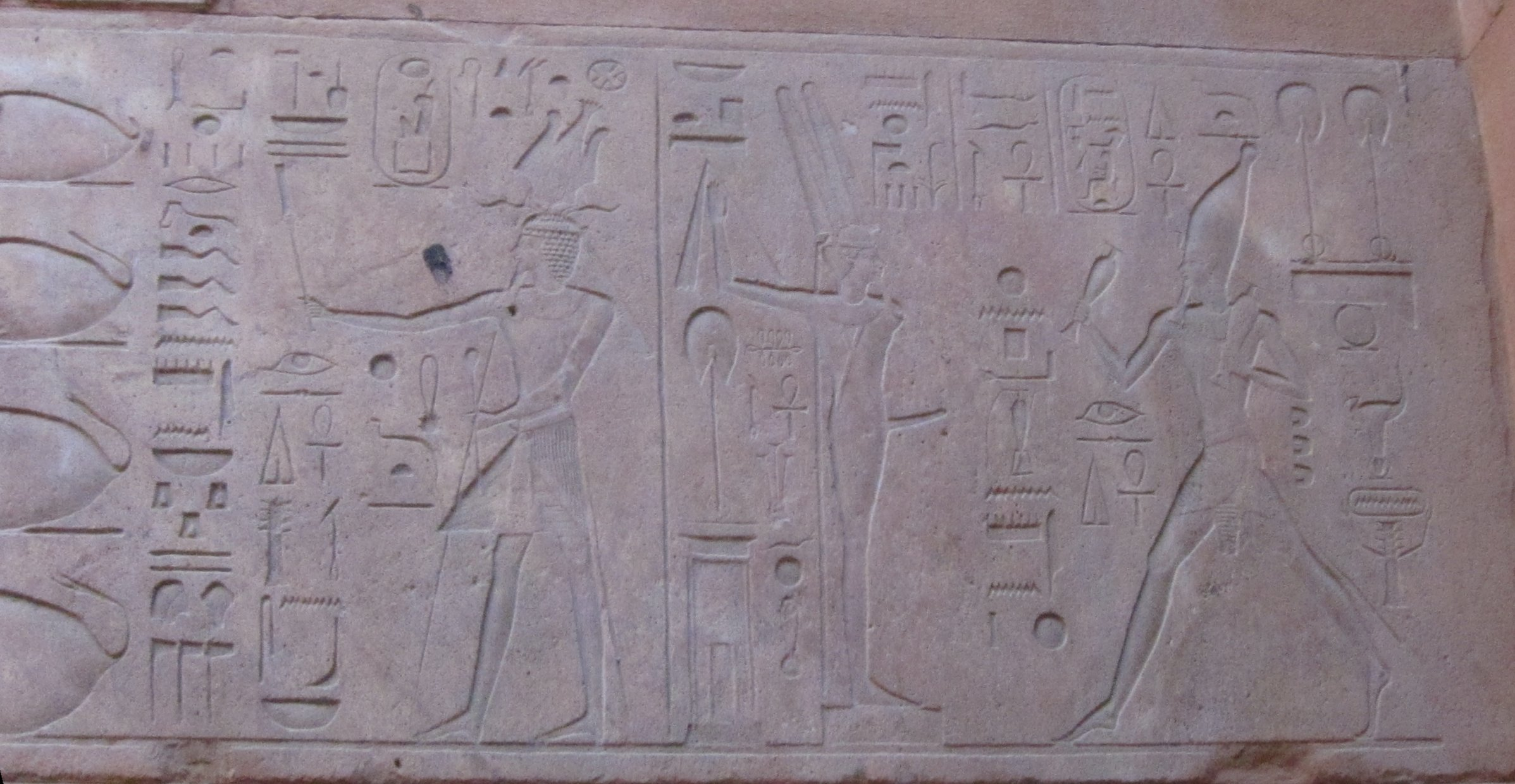
Rechts: Hatscheptusts Hes-Vasen-Lauf vor Amun-Re

Das Sedfest diente der Herrschafts- und Krafterneuerung des regierenden Königs. Normalerweise wurde es nach 30 Regierungsjahren zum ersten Mal gefeiert. In komplexen Ritualen sollte der König einen Verjüngungsprozess durchmachen.
In der Roten Kapelle sind Zeremonien des Sedfests auf den vier Wänden der Fassade und auf den beiden Längswänden im Vestibül dargestellt. Allerdings tritt immer nur Hatschepsut als König auf, niemals Thutmosis III.
Wichtige Bestandteile des Sedfests waren Kultläufe, in denen der alternde König seine Kraft unter Beweis stellte. In der Roten Kapelle sind drei Läufe mit verschiedenen Attributen dargestellt:
- Der Lauf mit dem Apis-Stier im 5. Register der Nord- und Südfassade: Hatschepsut läuft barfuß mit weit ausgreifenden Schritten, das heißt in männlichen und für die Darstellung einer ägyptischen Frau absolut ungewöhnlichen Haltung. Sie trägt den für den Kultlauf charakteristischen Königsschurz mit Stierschweif, einen großen Halskragen, Zeremonialbart und die Weiße Krone von Oberägypten. In den Händen hält sie rechts das Nechacha-Szepter und links das Mekes-Gerät (ein kurzer, walzenförmiger Gegenstand dessen Enden an einen Schwalbenschwanz erinnern und der als Schatulle für ein Dokument gedeutet wird, das dem König die Herrschaft über Ägypten bestätigt).
- Der Lauf mit der Hes-Vase im 5. Register der Ost- und Westportale und im 5. Register der Südwand im Vestibül: Der „König“ trägt beim Lauf in jeder Hand eine Hes-Vase als Opfergabe.
- Der Lauf mit dem Ruder und dem Hepet-Gerät im 3. Register der Nordwand im Vestibül: Hatschepsut überbringt dem ithyphallischen Amun ein Ruder und ein Hetep-Gerät. Das überreichte Hepet-Gerät könnte ein Schiffsgerät sein, die Symbolik ist aber nicht eindeutig.

Zu den Ritualen der Sedfeste gehörte auch die erneute Inthronisation. Diese steht vermutlich in Verbindung zum Thronjubiläum als aktive Wiederholung der Inthronisation und erneute Bestätigung ihrer damaligen ungewöhnlichen Machtübernahme. In diesem Zusammenhang steht vermutlich auch die Darstellung der Errichtung eines Obelisken-Paares zu ihrem Jubiläumsfest im 16. Regierungsjahr, nachdem sie bereits zur eigentlichen Krönung zwei Obelisken im Osten des Karnak-Tempels errichten ließ.
Die Darstellungen sind allerdings kein eindeutiger Beweis dafür, dass ein Sedfest tatsächlich stattfand. Die Frage lässt sich wissenschaftlich nicht eindeutig klären. Es fehlen unabhängige Bestätigungen für ein solches Ereignis, wie beispielsweise Aufschriften auf Gefäßen, deren Inhalt für ein Sedfest bestimmt war, oder Berichte in den Gräbern von Beamten über ihre Beteiligung an den Vorbereitungen für ein solches.

### Tempelgründungsritual

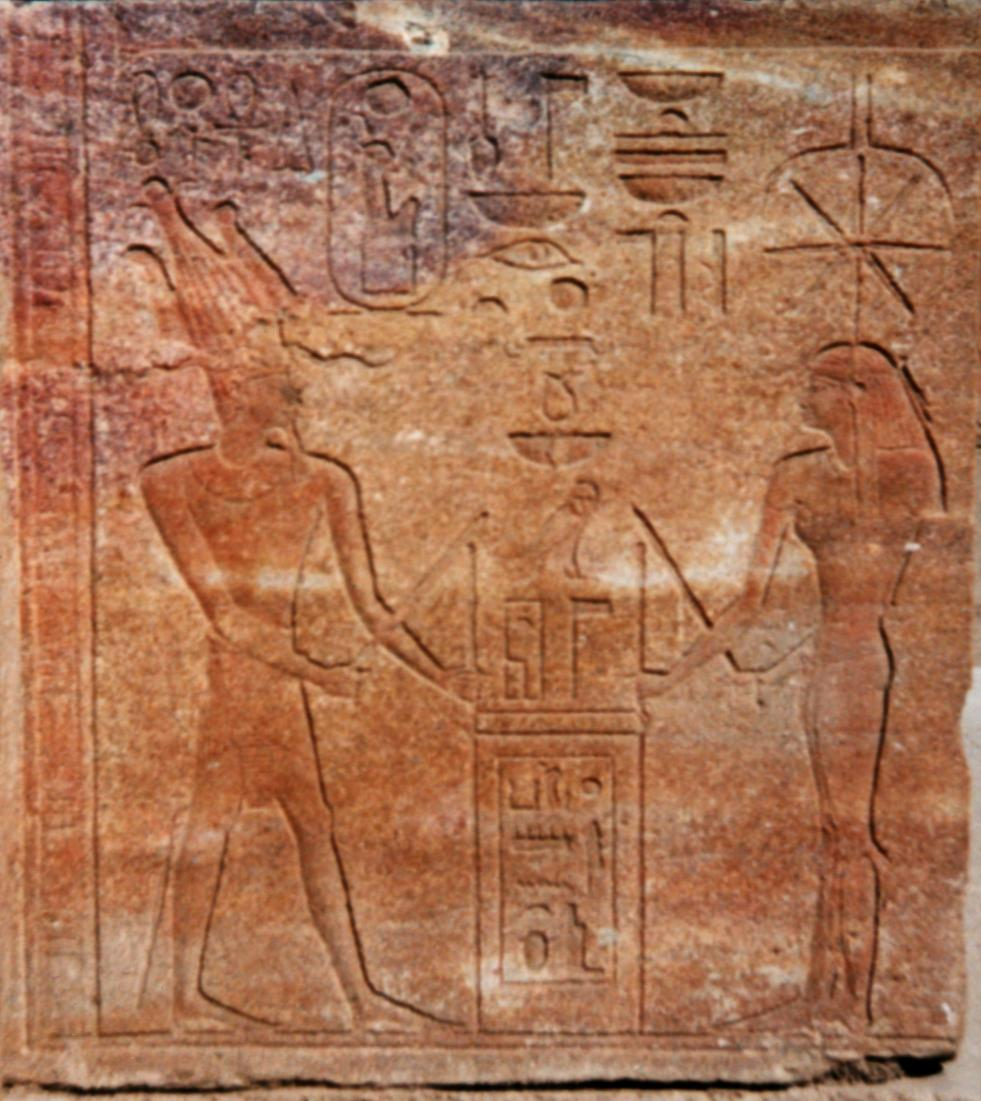
Hatschepsut und Seschat beim „Strickspannen“

Im Innern des Vestibüls wird das Ritual der Tempelgründung dargestellt. Dabei handelt es sich um verschiedene Riten, die vor dem Baubeginn des Heiligtums stattfanden.
Zuerst wurde die Lage des Tempels nachts nach den Sternen ausgerichtet. Beim „Strickspannen“ schlagen Hatschepsut und die Göttin Seschat Pflöcke in den Boden, zwischen denen ein Strick gespannt wird. Das „Streichen des ersten Ziegels“ (in etwa „Grundsteinlegung“) diente als vorbereitende Handlung zum Bau. Hatschepsut kniet in der Darstellung auf einer Matte vor einer Holzform, in der sie einen Ziegel aus Nilschlamm glatt streicht.
Anschließend folgte das „Erdaufhacken“ als Beginn der Aushebung von Fundamenten und Gruben für die Gründungsbeigaben, das „Sandschütten“ für die Fundamente und für kultische Reinheit, die magische Absicherung des Tempels durch Opferrituale und das Niederlegen der Gründungsbeigaben in die Gründungsgruben, das Setzen der Ecksteine, die Reinigung des fertiggestellten Tempels mit Natron und zuletzt die Übergabe an den Gott durch den König.

### Tägliches Kultbildritual

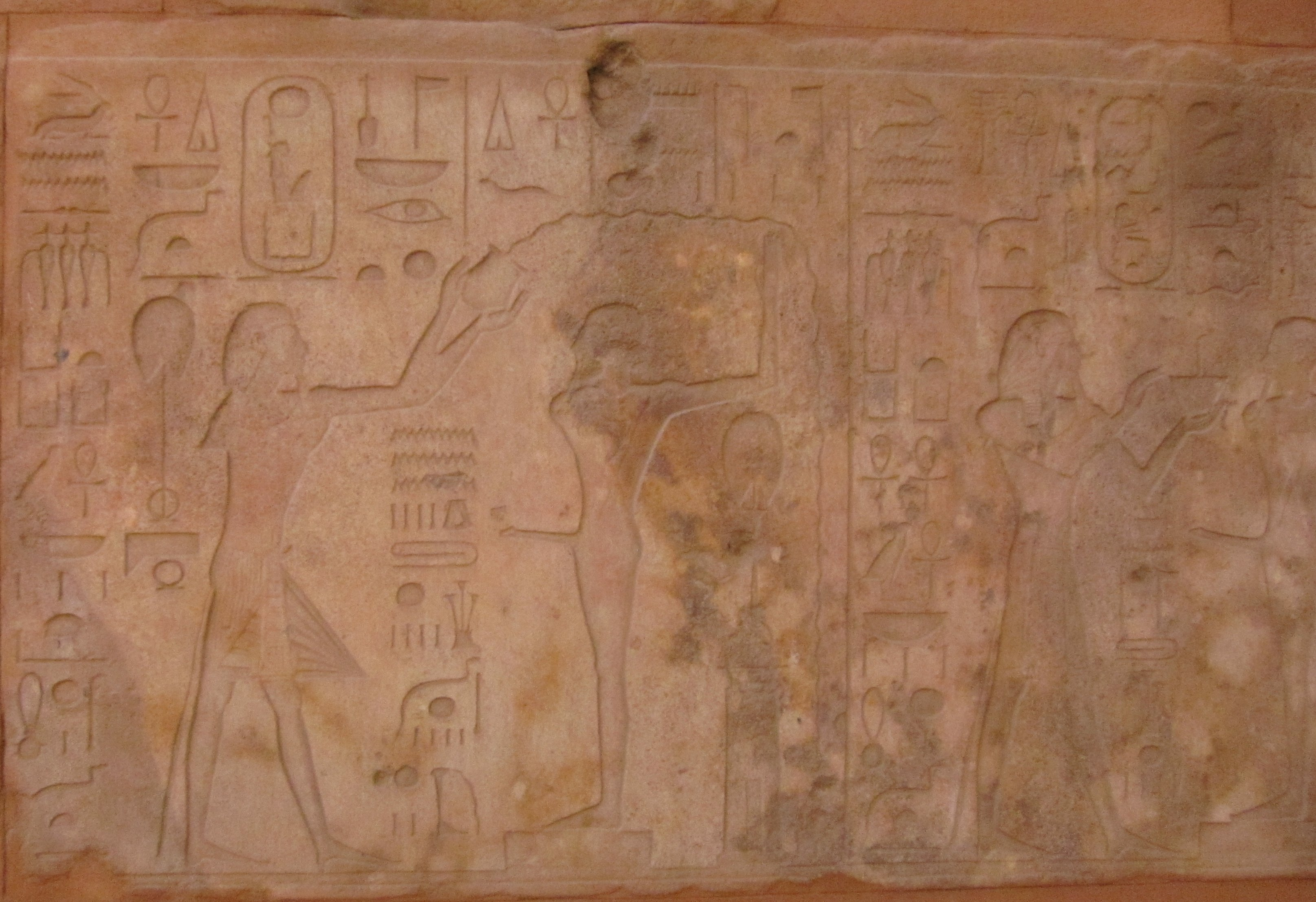
Tägliches Reinigungsritual

Die 3., 4. und 6. Register der Nordwand des Sanktuars zeigen Szenen des täglichen Rituals am Götterbild, wie sie Priester jeden Morgen als Vertreter des Königs durchführten. Die Gottheit wurde in Gestalt ihres Kultbildes behutsam aus dem Schrein genommen, gereinigt, gesalbt, angekleidet und mit Nahrung versorgt. Häufig begleiteten musikalische Darbietungen das Ritual, zum Beispiel durch Sänger und Sängerinnen mit Sistren, den Rasselinstrumenten der Göttin Hathor.

### Kultvollzug vor der Amun-Barke
Das 5. Register der Süd- und Nordwand des Sanktuars stellt die zentrale Szene im Innern dar. Ihr einziges und vielfach variierendes Thema ist Hatschepsut, doppelt und in Begleitung ihrer Ka-Statue dargestellt, beim Opfer vor Amun, der im Schrein seiner Barke ruht. Diese steht mitsamt den beiden Tragestangen auf dem kapellenartigen Sockel („Thron“). Darunter liegt die Plinthe in abgeschrägter Form der Hieroglyphe für Maat und davor typische Opferständer mit den Lotos-Stängeln. Die beiden Darstellungen der Hatschepsut tragen zwar den gleichen Königsschurz, jedoch unterschiedlichen Kopfschmuck: vorne die einfache, kurze Lockenperrücke, hinten das Chat-Kopftuch.

### Feindvernichtungsritual durch die Gottesgemahlin
Einmalig ist die Darstellung eines Feindvernichtungsrituals, das von der Gottesgemahlin des Amun durchgeführt wird. Sie erhält vom Gottesvater eine Fackel und vollzieht ein magisches Verbrennungsritual an den knienden Gefangenen mit auf dem Rücken zusammengebundenen Armen, das Symbol des überwundenen Feindes schlechthin.
Man sieht hier die Gottesgemahlin in einer Rolle, die normalerweise nur dem König vorbehalten ist. Die Maat zu erhalten und die Isfet zu vernichten war ein königliches Privileg. Typisches Beispiel dafür ist die Symbolik des „Erschlagens der Feinde“. Offensichtlich hatte auch die ranghöchste Priesterin das Recht, am Kultgeschehen teilzunehmen und genoss ein hohes Ansehen.
Die Identität der Gottesgemahlin ist nicht geklärt. Hatschepsut gab diesen Titel auf, als sie sich zum „König“ krönen ließ. Ihre Nachfolgerin war ihre Tochter Neferure, die jedoch im 16. oder 17. Regierungsjahr vermutlich bereits verstorben war. Eine namentlich genannte Nachfolgerin in Hatschepsuts Regierungszeit ist nicht bekannt. Auffällig ist ihr Beiname „Gotteshand“, der sich von der Weltschöpfungslehre von Heliopolis ableitet und eine eindeutig sexuelle Konnotation aufweist: Der Ur- und Schöpfergott Amun erzeugte durch Masturbation das erste Götterpaar, die Zwillinge Schu und Tefnut, wobei die Hand des Schöpfergottes bei der Masturbation als Partnerin des Gottes verstanden wurde.

## Anordnung der Register

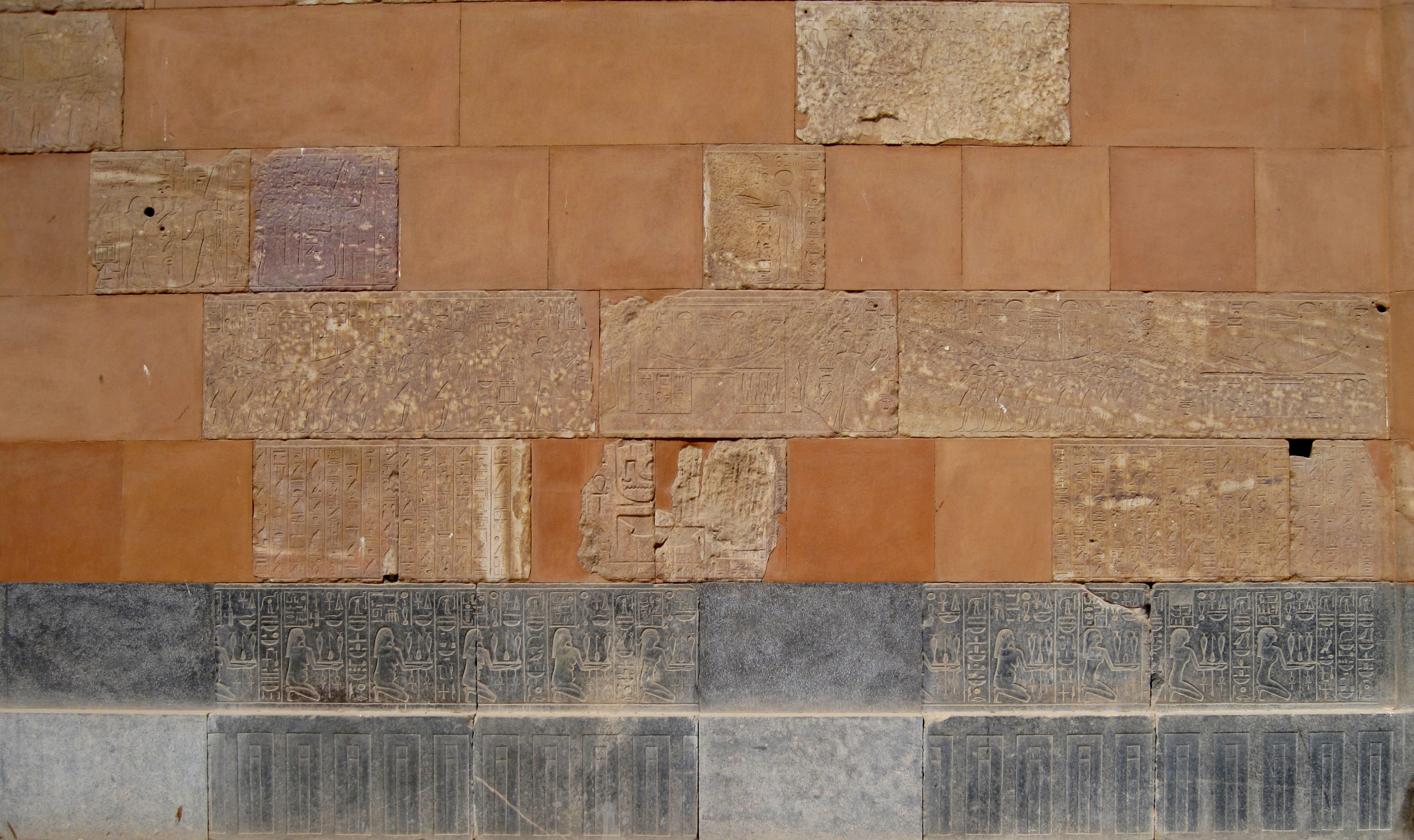
Der Sockel und die ersten fünf Register an der Außenfassade

Die Register werden jeweils von unten nach oben gezählt. Die Außen- und Innenfassaden enthalten jeweils acht übereinander liegende Register. Die einzige Ausnahme bildet das westliche Außenportal mit neun Registern. Die Szenen sind jeweils von West nach Ost ausgerichtet, also vom Hauptportal zum Allerheiligsten. Nur die Darstellung der Prozessionen im 3. Register erfolgt in die andere Richtung, vom Osten zum Hauptportal im Westen. Die Szenen der Portale an den West- und Ostfassaden sind jeweils fast identisch. Sie unterscheiden sich nur durch die Symbole für Oberägypten (Südseite) und Unterägypten (Nordseite). Die Ost- und Westfassaden sind spiegelsymmetrisch ausgearbeitet und jede Szene ist insgesamt vier Mal dargestellt.
Die Sockel und das erste Register sind aus fast schwarzem Diorit und kontrastieren mit dem rotgelben Quarzit der restlichen Register. Die dunkle Farbe symbolisiert den Untergrund aus Fruchtbarkeit bringendem Nilschlamm, aus welchem nach der Schöpfungsmythologie das Leben der Welt entstand. Der Sockel stellt die stilisierte Nischengliederung einer Palastfassade dar und definiert die Kapelle somit als Palast des Gottes. Gabenbringer im 1. Register aus verschiedenen Regionen repräsentieren die geographischen Gebiete, aus denen sie stammen.
| Register 1 | Gottheiten von Gauen, Tempeln, Barkenstationen, Sumpfgebieten, Kanälen und Palästen als Gabenbringer |
| Register 2 | Einführung Hatschepsuts in die Rote Kapelle, Hatschepsut im Tempel „Großes Haus des Amun“, historische Texte                                                                                              |
| Register 3 | West- und Ostfassade: Hatschepsut in einem dreiteiligen Ritual vor Amun: Anbetung, Ruderlauf und Umarmung. Nord- und Südfassade: Opetfest: Prozession nach Luxor; Talfest: Prozession nach Deir el-Bahari |
| Register 4 | Hatschepsut bei Opferhandlungen vor Amun; Amun in seiner normalen Form und in der Gestalt des Min |
| Register 5 | West- und Ostfassade: Hatschepsut bei dreiteiligem Ritual vor Amun: Anbetung, Hes-Vasen-Lauf und Umarmung. Nord- und Südfassade: Opetfest: Rückkehr von Luxor; Talfest: Rückkehr von Deir el-Bahari       |
| Register 6 | West- und Ostfassade: Hatschepsut bei Tier- und Weinopfer vor Amun; Nord- und Südfassade: Opfer vor Amun und der Neunheit von Heliopolis                                                                  |
| Register 7 | Krönung Hatschepsuts |
| Register 8 | Krönung Thutmosis’ III. |
| Register 9 | Nur Westfassade: Thutmosis III. |

| Register 1 | Rechit-Vögel als symbolische Präsenz des Volkes |
| Register 2 | Eintritt Hatschepsuts; Tempelgründungsrituale |
| Register 3 | Einführung Hatschepsuts in den Tempel „Großes Haus des Amun“: Reinigungsrituale, Einzug in den Tempel, Festschreiben der Jahre, Verheißung ewiger Regierungsjahre durch Amaunet und Amun, Empfang durch Amun |
| Register 4 | Hatschepsut beim Opfer vor Amun und Amaunet |
| Register 5 | Hatschepsut in Kultläufen vor Amun: Hes-Vasen-Lauf und Ruderlauf |
| Register 6 | Hatschepsut beim täglichen Kultbildritual vor Amun |
| Register 7 | Hatschepsut in Ritual und Opfer vor Amun und Amaunet |
| Register 8 | Thutmosis III. beim Opfer vor Amun |

| Register 1 | Verschiedene Symbole: Anch, Djed und Was                                                                                      |
| Register 2 | Opfer vor Amun in der Gestalt des Min und in seiner normalen Form; Die Gottesgemahlin des Amun vollzieht ein magisches Ritual |
| Register 3 | Amun und die Götterneunheit; Empfang der Götter und der königlichen Ahnen; Reinigungsszenen der Priester                      |
| Register 4 | Amun der vier Himmelsrichtungen; Götterneunheit; Ankleideritual für Amun in der Gestalt des Min                               |
| Register 5 | Hatschepsut im Kultvollzug vor der Amun-Barke                                                                                 |
| Register 6 | Amun; die Götterneunheit; Kultbildritual für Amun in der Gestalt des Min                                                      |
| Register 7 | Die Große Neunheit von Karnak; Hatschepsut beim Opfer vor Amun in seinen beiden Gestalten                                     |
| Register 8 | Thutmosis III. beim Opfer vor Amun                                                                                            |